# Фруман, Орли
Орли Фруман (иврит: אורלי פרומן, род. 14 июня 1955 года) — израильский политик. В настоящее время она является депутатом Кнессета от блока Кахоль Лаван.

## Биография
Родилась и выросла в Тель-Авиве. В ЦАХАЛе она служила командиром роты курсантов на 12-й учебной базе и инструктором в офицерском курсе. Закончила службу в звании лейтенанта. Она имеет степень бакалавра по математике и информатике в Университете имени Бен-Гуриона в Негеве, имеет сертификат преподавателя математики и степень магистра по коммуникациям в Университете Кларка в Израиле. Она также училась в Программе социальной политики и управления в израильском отделе развития человеческих ресурсов Alcoa.
С 1996 года она занимала должность вице-президента по административным и людским ресурсам в академическом колледже управления, а в 1997 году была назначена заместителем начальника управления образования и директором по начальному образованию в муниципалитете Рамат-Ган. За время своей работы была награждена Комиссией по государственной службе за выдающиеся достижения в области управления государственной службой.
1 января 2019 года она объявила о прекращении своей должности директора департамента образования в муниципалитете Кфар-Саба и намерена баллотироваться на выборах в Кнессет в двадцать первом Кнессете под руководством бывшего министра обороны Моше Яалона.